# Grande île (Malouines)
La Grande île (en anglais, Great Island; en espagnol, Isla Grande) sont un groupe d'îles des îles Malouines (en anglais, Falkland Islands; en espagnol, Islas Malvinas).

## Administration
Les îles sont administrées par le Royaume-Uni dans le cadre du Territoire britannique d'outre-mer des îles Falkland. Elle est revendiquée par la République argentine, qui en fait une partie du Département des îles de l'Atlantique Sud dans la province de Terre de Feu, Antarctique et îles de l'Atlantique sud.

## Description
Elle est située dans le détroit des Malouines, entre les îles Tyssen (au nord) et l'île Calista (au sud).
La terre de la Grande Ile est très plate. Le point culminant de l'île est à 32 mètres au-dessus du niveau de la mer. L'île couvre 6,6 km du nord au sud et 4,1 km d'est en ouest.